# Weingarten (Baden)

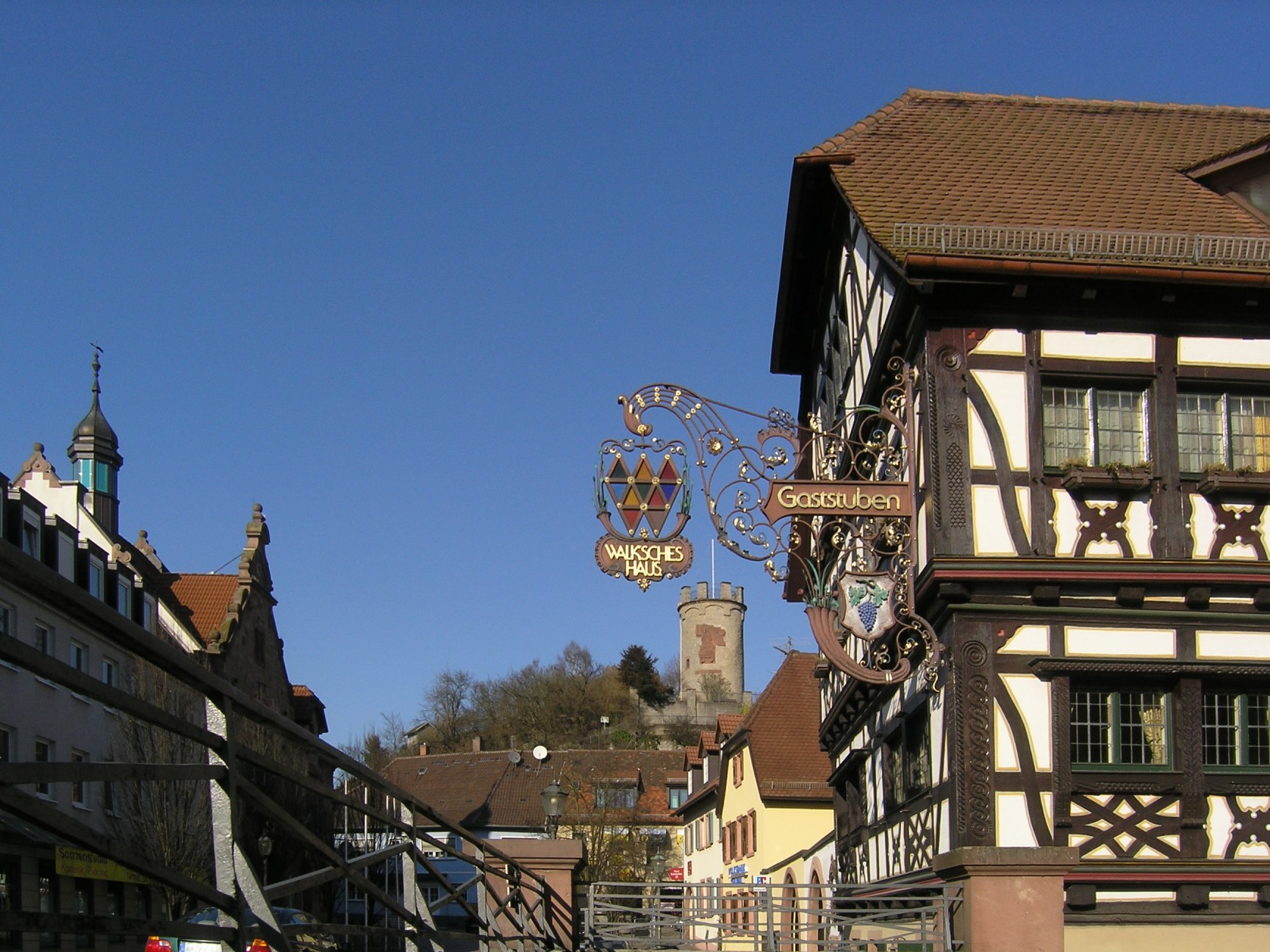
Turnul, Casa Walk

Weingarten (Baden) este o comună din landul Baden-Württemberg, Germania.